# Mislav Oršić
Mislav Oršić (chorvatská výslovnost: [mîslaʋ ǒːrʃitɕ]; * 29. prosince 1992 Záhřeb) je chorvatský profesionální fotbalista, který hraje na pozici levého křídelníka nebo ofensivního záložníka za turecký klub Trabzonspor a za chorvatský národní tým.

## Klubová kariéra
Oršić začal svoji kariéru v Interu Zaprešić v roce 2009. V sezóně 2012/13 Prva HNL se stal nejlepším střelcem týmu s 12 vstřelenými brankami. V letním přestupovém období roku 2013 přestoupil do italské Spezie Calcio a v sezóně 2013/14 v Serii B odehrál 9 zápasů. Po sezóně se vrátil do Chorvatska a připojil se k Rijece, odkud následně odešel na hostování od srpna do prosince 2014 do slovinského klubu Celje, kde odehrál 13 zápasů a vstřelil 2 góly, a poté do jihokorejského klubu Jeonnam Dragons, kde působil od února 2015 do ledna 2016, vstřelil 9 gólů v 33 utkáních. Jeonnam ho nakonec v lednovém přestupovém okně roku 2016 odkoupil za částku okolo 750 000 euro. V Jižní Koreji vystupoval pod přezdívkou „Orsha“, protože jihokorejští hráči měli potíže s výslovností jeho jména.
Oršić strávil v Jeonnamu další půlrok, odehrál 16 utkání a vstřelil 5 gólů. Následně byl prodán do Čchang-čchun Ja-tchaj za 1 300 000 euro a zbytek roku 2016 tak odehrál v čínské Superlize, ve 14 zápasech skóroval dvakrát. V lednu 2017 se vrátil do K League, kde podepsal smlouvu s Ulsan Hyundai. V týmu hrál jeden a půl roku a vrátil se pak do své rodné země, když podepsal smlouvu s Dinamem Záhřeb.
18. září 2019 vstřelil Oršić hattrick při svém debutu v Lize mistrů 2019/20 proti italské Atalantě. 18. března 2021 vstřelil Oršić další hattrick, a to při výhře 3:0 proti Tottenhamu Hotspur v osmifinále Evropské ligy UEFA 2020/21, z nichž poslední gól vstřelil až v prodloužení, čímž pomohl svému týmu k překvapivému postupu do čtvrtfinále.

## Reprezentační kariéra
Oršić debutoval v chorvatské reprezentaci 9. září 2019 v kvalifikačním utkání na Euro 2020 proti Ázerbájdžánu v Baku, které skončilo remízou 1:1, když v 86. minutě vystřídal Anteho Rebiće.

## Statistiky

### Klubové
| Klub                    | Sezóna  | Liga                 | Liga   | Liga | Pohár  | Pohár | Kontinentální poháry | Kontinentální poháry | Celkem | Celkem |
| Klub                    | Sezóna  | Liga                 | Zápasy | Góly | Zápasy | Góly  | Zápasy               | Góly                 | Zápasy | Góly   |
| ----------------------- | ------- | -------------------- | ------ | ---- | ------ | ----- | -------------------- | -------------------- | ------ | ------ |
| Inter Zaprešić          | 2009/10 | Prva HNL             | 8      | 3    | 1      | 0     | —                    | —                    | 9      | 3      |
| Inter Zaprešić          | 2010/11 | Prva HNL             | 25     | 3    | 1      | 0     | —                    | —                    | 26     | 3      |
| Inter Zaprešić          | 2011/12 | Prva HNL             | 24     | 4    | 2      | 0     | —                    | —                    | 26     | 4      |
| Inter Zaprešić          | 2012/13 | Prva HNL             | 33     | 11   | 1      | 0     | —                    | —                    | 34     | 11     |
| Inter Zaprešić          | Celkem  | Celkem               | 90     | 21   | 5      | 0     | —                    | —                    | 95     | 21     |
| Spezia                  | 2013/14 | Serie B              | 9      | 0    | 2      | 0     | —                    | —                    | 11     | 0      |
| Rijeka                  | 2014/15 | Prva HNL             | —      | —    | —      | —     | —                    | —                    | —      | —      |
| Celje (host.)           | 2014/15 | PrvaLiga             | 13     | 2    | 3      | 0     | —                    | —                    | 16     | 2      |
| Jeonnam Dragons (host.) | 2015    | K League 1           | 33     | 9    | 3      | 0     | —                    | —                    | 36     | 9      |
| Jeonnam Dragons         | 2016    | K League 1           | 16     | 4    | 0      | 0     | —                    | —                    | 16     | 4      |
| Čchang-čchun Ja-tchaj   | 2016    | Chinese Super League | 14     | 2    | —      | —     | —                    | —                    | 14     | 2      |
| Ulsan Hyundai           | 2017    | K League 1           | 38     | 10   | 5      | 1     | 5                    | 2                    | 48     | 13     |
| Ulsan Hyundai           | 2018    | K League 1           | 14     | 4    | 0      | 0     | 7                    | 4                    | 21     | 8      |
| Ulsan Hyundai           | Celkem  | Celkem               | 52     | 14   | 5      | 1     | 12                   | 6                    | 69     | 21     |
| Dinamo Záhřeb           | 2018/19 | Prva HNL             | 24     | 6    | 4      | 2     | 16                   | 5                    | 44     | 13     |
| Dinamo Záhřeb           | 2019/20 | Prva HNL             | 28     | 13   | 2      | 1     | 12                   | 7                    | 42     | 21     |
| Dinamo Záhřeb           | 2020/21 | Prva HNL             | 21     | 14   | 2      | 0     | 13                   | 5                    | 36     | 19     |
| Dinamo Záhřeb           | Celkem  | Celkem               | 73     | 33   | 8      | 3     | 41                   | 17                   | 122    | 53     |
| Celkem                  | Celkem  | Celkem               | 300    | 85   | 26     | 4     | 53                   | 23                   | 384    | 112    |

### Reprezentační
K 17. listopadu 2020
| Chorvatsko | Chorvatsko | Chorvatsko |
| Rok        | Zápasy     | Góly       |
| ---------- | ---------- | ---------- |
| 2019       | 3          | 0          |
| 2020       | 2          | 0          |
| Celkem     | 5          | 0          |

## Ocenění
Ulsan Hyundai
- Korejský FA Cup: 2017

Dinamo Záhřeb
- Prva HNL: 2018/19, 2019/20
- Chorvatský fotbalový pohár: 2018/19 (druhé místo)
- Chorvatský superpohár: 2019

Individuální
- Sestava sezóny Evropské ligy UEFA – 2020/21[6]